# Fructuoso Rodríguez
Fructuoso Rodríguez Pérez (Santo Domingo, Villa Clara, Cuba; 3 de mayo de 1933 - La Habana, Cuba; 20 de abril de 1957) fue un revolucionario cubano

## Primeros años
Era originario de Santo Domingo, poblado de la provincia de las Villas, actual provincia de Villa Clara. Desde el bachillerato ya dirigía actividades revolucionarias y participaba activamente en ellas. 

## Lucha revolucionaria
En 1951 ingresó en la Universidad de La Habana para cursar estudios de Agronomía. Encabezó protestas contra el golpe de Estado de Fulgencio Batista en marzo de 1952. Luego de la muerte de José Antonio Echeverría pasa a ser dirigente de la Federación Estudiantil Universitaria y secretario general del Directorio Revolucionario, del que fue uno de sus fundadores.

## Asesinato y legado familiar
Fructuoso fue uno de los jóvenes que acompañaron a José Antonio Echeverría el 13 de marzo de 1957 en los asaltos a Radio Reloj y al Palacio Presidencial de Cuba. Fue sorprendido por una delación, cayendo mortalmente herido el 20 de abril de 1957 junto a otros compañeros de lucha en un apartamento de Humboldt 7 en la capital cubana.
Al morir, su esposa Marta Jiménez estaba embarazada del que sería su único hijo, quien recibió el mismo nombre de su padre. El joven abandonó la isla en 1988, convirtiéndose en un crítico acérrimo de la revolución y sus dirigentes, con quienes ha tenido numerosos debates públicos.